# Жупаня
Жу́паня (хорв. Županja) — город на востоке Хорватии, входящий в состав Вуковарско-Сриемской жупании. Население — 9153 человека (2021).

## География
Жупаня находится на левом берегу Савы, отделяющей Хорватию от Боснии и Герцеговины. В отличие от многих других городов по Саве, разделённых рекой на два города — хорватский и боснийский, Жупаня не имеет «близнеца» с боснийской стороны, лишь пятью километрами ниже по реке находится боснийский город Орашье.
В 31 километре на север-восток расположен город Винковци, в 50 километрах к северо-западу — Джяково, в 60 километрах к западу — Славонски-Брод. В 30 километрах к востоку от города проходит граница с Сербией. Расстояние до столицы страны — Загреба — 240 километров.
Рядом с Жупаней проходит автобан А3, связывающий Загреб с востоком страны и идущий далее в Сербию, в Белград. Железнодорожная магистраль Загреб — Белград проходит севернее, через Винковци, в Жупаню ведёт тупиковое ответвление Винковци — Жупаня. Автомобильные дороги ведут из города на юг, в Боснию, и на север, в сторону Винковци и Осиека.

## История
Местность, где ныне располагается город Жупаня, была заселена ещё во времена неолита. Впервые в письменных источниках, поселение на этом месте было упомянуто в 1501 году, под названием Жупанье Блато (хорв. Županje Blato). В 1536 году Жупаню захватили войска Османской империи, которые удерживали контроль над городом вплоть до конца XVII века, пока в 1691 году его не отбили граничары, после чего город вошёл в состав Военной границы. В 1717 году в Жупане был основан первый приход, а в 1800 была построена и приходская церковь, освящённая в честь христианского святого Ивана Головосека. После упразднения Военной границы в 1881 году Жупаня приобрела статус котара (наименьшей административно-территориальной единицы в хорватском государстве в составе Габсбургской монархии). Помимо этого, XIX век вошёл в историю города веком застройки исторического центра и веком развития промышленных предприятий. После провозглашения в 1929 году Югославского королевства, Жупаня вошла в его состав. После Второй мировой войны город вновь пережил рост промышленности, символами которого стали построенные в середине XX века сахарная и молочная фабрики. В первой половине 1990-х годов, в ходе Войны за независимость Хорватии, город сильно пострадал от обстрелов с сербской стороны.

## Население
С начала второй половины XIX века по 1990-е годы количество жителей Жупани значительно выросло, продемонстрировав за этот период практически шестикратный прирост населения. Однако, вследствие сербских обстрелов, которым город подвергся в ходе войны в первой половине 1990-х годов, население города сократилось и в 2021 году составляло 9153 жителя, что было почти на три тысячи человек меньше, чем на момент начала боестолкновений в 1990 году:
| 1857 | 1931 | 1961 | 1991   | 2021 |
| ---- | ---- | ---- | ------ | ---- |
| 2211 | 3508 | 7024 | 11 947 | 9153 |